# Moussey (Mosela)
Moussey é uma comuna francesa na região administrativa de Grande Leste, no departamento de Mosela. Estende-se por uma área de 7,89 km². Em 2010 a comuna tinha 571 habitantes (densidade: 72,4 hab./km²).